# Poliocephalus
Poliocephalus Selby, 1840 è un genere di uccelli acquatici della famiglia dei Podicipedidi, diffuso in Australia e Nuova Zelanda.

## Tassonomia
Il genere comprende le seguenti specie:
- Poliocephalus poliocephalus (Jardine & Selby, 1827) - svasso testacanuta
- Poliocephalus rufopectus (G.R.Gray, 1843) - svasso della Nuova Zelanda